# Gabriela Dancau
Gabriela Dancau (Romania, 5 luglio 1977) è una diplomatica romena.
È l'ambasciatrice straordinaria e plenipotenziaria di Romania presso la Repubblica Italiana, Malta e San Marino dal 2022.

## Biografia
Gabriela Dancau è stata nominata Ambasciatore di Romania presso la Repubblica Italiana, la Repubblica di Malta e la Repubblica di San Marino, con residenza a Roma, attraverso i Decreti Presidenziali firmati dal Presidente della Romania, il Sig. Klaus Iohannis, il 1º marzo 2022 e il 14 aprile 2022.
Diplomatica in carriera da oltre 20 anni, a Gabriela Dancau è stato conferito il grado di Ambasciatore il 9 dicembre 2021, con Decreto Presidenziale.
Si è laureata presso la Facoltà di Cibernetica, Statistica e Informatica Economica dell'Accademia degli studi economici di Bucarest, con specializzazione in cibernetica economica. Ha conseguito due master, uno in Relazioni internazionali avanzate presso l'Ecole des Hautes Etudes Internationales – Centre d'études diplomatiques et stratégiques di Parigi, e l’altro in Cibernetica, presso la Facoltà di Cibernetica, Statistica e Informatica Economica dell'Accademia degli studi economici di Bucarest. Si è inoltre ampliata le competenze attraverso il corso post laurea in relazioni internazionali presso l'Accademia Diplomatica di Bucarest e il corso "Prassi di negoziazione diplomatica" presso l'École Nationale d'Administration (ENA) di Parigi.
Gabriela Dancau ha rappresentato la Romania nel Regno di Spagna in qualità di Ambasciatore dal 2016 al 2022. Prima di ricoprire le funzioni di Ambasciatore aveva assunto l’incarico di Console Generale presso il Consolato Generale di Romania a Lione.
È stata Direttrice del Dipartimento Relazioni Consolari del Ministero degli Affari Esteri, Console presso l'Ambasciata di Romania a Parigi e Coordinatrice del Centro Visti del Ministero. In qualità di docente esperto, ha tenuto corsi di specializzazione in materia consolare per il personale diplomatico e consolare del Ministero degli Affari Esteri e ha istruito il personale consolare delle missioni diplomatiche e degli uffici consolari sull'utilizzo del primo sistema informatico di gestione dei visti, la cui analisi di sistema ha posto le basi dell'applicazione IT. Ha fatto parte, inoltre, del gruppo di lavoro a livello di esperti in formato Giustizia e Affari interni, per la preparazione dell'adesione della Romania all'Unione europea.